# Chatbull
 (juillet 2025).
Pour plus de détails, voir Fiche technique et Distribution.
Chatbull (Kitbull) est un court métrage d'animation américain de 2019, réalisé et écrit par Rosana Sullivan (en), produit par Kathryn Hendrickson et Pixar Animation Studios et distribué par Walt Disney Studios Motion Pictures. Il s'agit du troisième film de la série SparkShorts (en) de Pixar.
Le sujet est un chaton errant et un pitbull maltraité, qui forment une amitié improbable.
Le court métrage a été présenté au El Capitan Theatre le 18 janvier 2019, avant d'être diffusé sur YouTube le 18 février 2019.

## Distinction
- 2020 : nommé aux Oscars 2020, dans la catégorie meilleur court métrage d'animation.